# Aspromonte
 (septembre 2019).
Si vous disposez d'ouvrages ou d'articles de référence ou si vous connaissez des sites web de qualité traitant du thème abordé ici, merci de compléter l'article en donnant les références utiles à sa vérifiabilité et en les liant à la section « Notes et références ».
L'Aspromonte est un massif de la Calabre en Italie qui culmine à 1 956 m au Montalto. Il est bordé à l'est par la mer Ionienne, à l'ouest par la mer Tyrrhénienne et au nord par le fleuve Petrace et des torrents de Platì et de Careri. Il donne son nom au parc national de l'Aspromonte, créé en 1989.

## Géographie

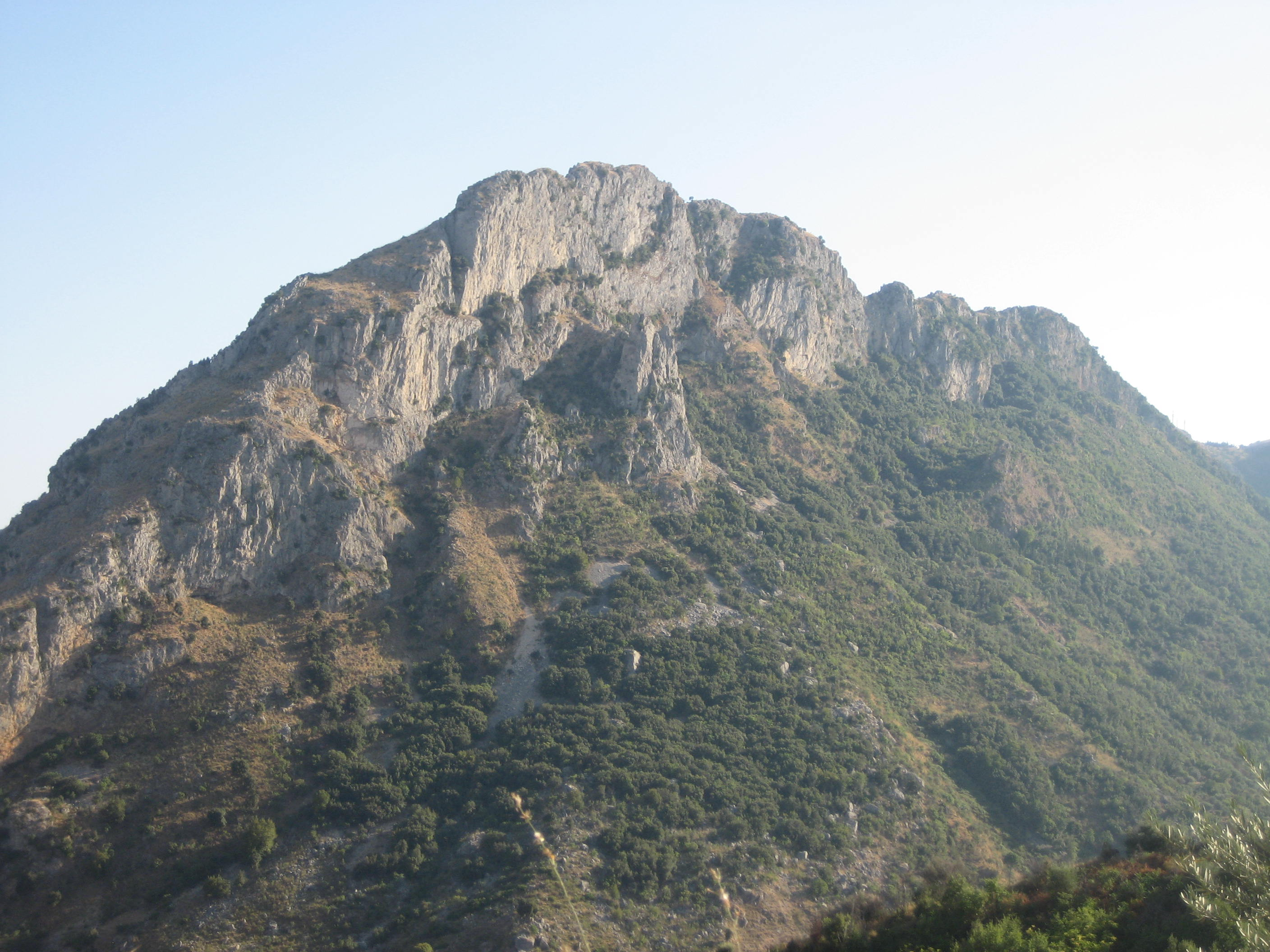
Le mont Consolino

Le sommet le plus haut est le Montalto (1 955 m) de forme douce constitué de gneiss. Presque tous les contreforts descendent raides vers la mer donnant une bande côtière étroite. 
Le développement de l'Aspromonte en terrasses superposées est caractéristique et se compose de quatre niveaux dit piani ou campi. Dans la zone littorale, les agrumes, vitis, oliviers et l'horticulture prédominent, au-dessous de 1 000 m, il existe des bois de chênes et de chênes verts, au-dessus des pins et des hêtres.
À 1 311 m se trouve la station de ski de Gambarie fréquentée par les touristes de Calabre et de Sicile.

## Particularité
Dans la commune de San Luca, dans une vallée difficilement accessible se trouve le Sanctuaire de la Madonna di Polsi (hameau de Polsi), lieu de culte particulièrement fréquenté l'été.

## Histoire

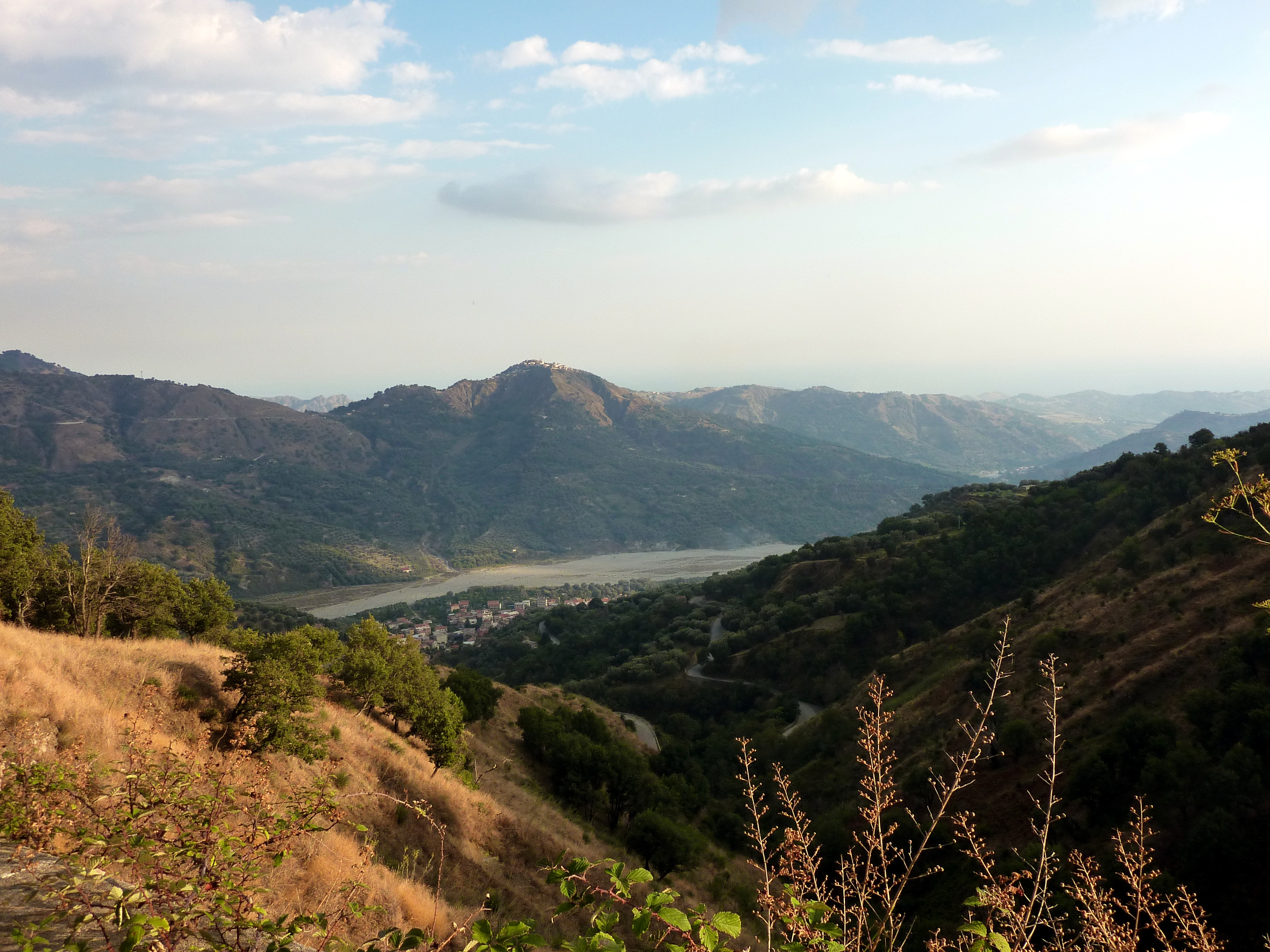
Le sud de l'Aspromonte près de Bagaladi, au centre la Fiumara de Melito.

En 1862, à la suite de la question romaine où il semblait que le gouvernement italien voulait faire profil bas à la suite de l'accord avec Napoléon III, Garibaldi tenta d'arriver à Rome avec 3 000 volontaires. Mais la réaction résolue des Français obligea Urbano Rattazzi à intervenir et à envoyer Enrico Cialdini pour arrêter Garibaldi. Les combats eurent lieu à peu de kilomètres de Gambarie le 29 août 1862, au cours desquels Garibaldi fut blessé et fait prisonnier ainsi que ses partisans (bataille de l'Aspromonte) et certains furent fusillés. Après sa guérison, Garibaldi fut autorisé à retourner dans sa résidence de Caprera.
Dans la localité de la commune de Sant'Eufemia d'Aspromonte où le héros fut blessé, on trouve un mausolée avec son buste et des plaques commémoratives en son honneur et il est indiqué l'arbre où il se serait appuyé, blessé. Au musée de Vittoriano à Rome sont conservées la botte percée et la balle.